# Gray Matter
Gray Matter ist ein Point-and-Click-Adventure des französischen Entwicklerstudios Wizarbox, das im Jahr 2010 für PC und Xbox 360 veröffentlicht wurde. Entworfen wurde das Spiel von der US-Amerikanerin Jane Jensen, einer Schriftstellerin und Spieledesignerin, die im Spiele-Bereich vor allem durch die Adventure-Reihe Gabriel Knight aus den 1990er-Jahren bekannt ist.

## Handlung
Gray Matter spielt in der Gegend um das heutige Oxford. Der Neurobiologe Dr. David Styles hat einige Jahre vor der Handlung des Spiels seine Frau bei einem Unfall verloren und lebt seitdem zurückgezogen in seinem Herrenhaus namens Dread Hill House, wo er immer wieder vom Geist seiner verstorbenen Gattin heimgesucht wird. Doch dann trifft er unerwartet auf die amerikanische Studentin und Straßenkünstlerin Samantha „Sam“ Everett. Diese hat in den letzten Jahren Europa bereist, um fremde Kulturen kennenzulernen und ihre Kenntnisse der Zauberkunst, ihrer großen Leidenschaft, zu vertiefen.
Um ihr Studium fortzusetzen, reist sie nach Oxford und bleibt zu Beginn des Spiels mit ihrem Motorrad in der Nähe von Styles’ Herrenhaus liegen. Es regnet stark und so sucht sie im Dread Hill House Unterschlupf. Der Neurobiologe erwartet eine neue studentische Hilfskraft, und Everett gibt sich ihm gegenüber als diese aus. Die Anstellung passt der Studentin gut, da sie sowieso gerade Geldnöte hat. Als erste Aufgabe soll sie an der Oxford University Freiwillige für ein Experiment finden.
Während des Spiels übernimmt der Spieler abwechselnd die beiden Hauptcharaktere (Sam Everett und David Styles). Die Geschichte bildet einen Genre-Mix aus Mystery-Thriller, Wissenschafts-Krimi und Liebesgeschichte. Jane Jensen hat dabei wie schon in Gabriel Knight wissenschaftliche und geschichtliche Fakten mit Fiktion gemischt, sodass der Spieler sich fragt, was real ist und was nicht.

## Spielprinzip und Technik
Gray Matter ist ein sogenanntes 2.5D-Adventure. Aus Polygonen zusammengesetzte, dreidimensionale Figuren agieren vor vorgerenderten, mitunter teilanimierten, ansonsten aber statischen Kulissen. In Bezug auf die Steuerung handelt es sich bei Gray Matter um ein Point-and-Click-Adventure: Der Spieler steuert die Spielfigur mit der Maus durch die Spielwelt. Mit den Maustasten kann er Aktionen einleiten, die den Spielcharakter mit seiner Umwelt interagieren lassen. Er kann so Gegenstände untersuchen und aufnehmen, sie auf die Umgebung oder andere Gegenstände anwenden und mit NPCs kommunizieren. Dialoge werden durch eine Single-Choice-Auswahl vom Spiel vorgegebener Themen gesteuert.

## Produktionsnotizen
Die Musik des Spiels stammt von Jensens Ehemann Robert Holmes.
Im deutschsprachigen Raum erschien Gray Matter am 12. November 2010. Die englischsprachige Version erschien erst am 22. Februar 2011. Im April erschien eine Version des Spiels auf der Vertriebsplattform Steam, die auf aktuellen Windows-Versionen lauffähig ist. Für Windows-Computer ist außerdem eine „Special Edition“ erschienen. Diese enthält neben dem Spiel den Soundtrack auf einer separaten CD, Spielkarten und fünf Postkarten im Spiel-Design sowie ein doppelseitiges Poster und ist in einem großen Steelbook verpackt.

## Rezeption
Aus 27 aggregierten Wertungen erzielt Gray Matter auf Metacritic einen Score von 72. Der Adventure Treff lobte die „höchst interessante und später zunehmend spannende, wendungsreiche“ Story, die Charakterzeichnung sowie das „authentische“ Setting, kritisierte aber die teils anspruchslosen Aufgaben im Spiel.